# Marianne Maret
Marianne Maret, née le 15 juin 1958 à Martigny (originaire de  Bagnes), est une personnalité politique suisse, membre du Centre. 
Présidente de Troistorrents de 2004 à 2012, et première femme à ce poste, elle est élue en 2019 au Conseil des États, devenant la première femme à y représenter le canton du Valais.

## Biographie
Marianne Maret, née Bachmann et originaire de Bagnes, voit le jour le 15 juin 1958 à Martigny, d'un père zurichois de confession protestante, fils d'ouvrier, et d'une mère originaire du Val-d'Illiez,. Elle grandit à Sion, dans un quartier éloigné du centre-ville.
Ancienne employée de commerce et arbitre de basketball, mère au foyer pendant dix-neuf ans, elle se consacre ensuite à une carrière de femme politique.
Elle est mariée depuis l'âge de 21 ans à un enseignant spécialisé, Christian Maret, et mère de quatre enfants, dont un fils handicapé adopté à Calcutta. Elle habite à Troistorrents.

## Parcours politique
Membre du Conseil communal (organe exécutif) de Troistorrents depuis 1997, Marianne Maret est élue présidente de Troistorrents en 2004. Elle occupe ce poste jusqu'en 2012. Elle est la première femme ayant accédé à la présidence d'une commune du Val-d'Illiez,.
En 2009, elle devient également députée au Grand Conseil valaisan. Réélue en 2013 et en 2017, elle préside la Commission de gestion pour la période 2017-2019,. Son mandat provoque la controverse lors de l’affaire du lanceur d'alerte Joël Rossier,.
De 2009 à 2013, elle est présidente de la Fédération des Communes Valaisannes. Nommée par le Conseil d’État valaisan, elle préside la Fondation pour le développement durable des régions de montagne depuis le 1er mai 2013.
Elle est également vice-présidente du parti démocrate-chrétien valaisan.

### Conseillère aux États
En 2019, son parti la lance dans la course au Conseil des États pour succéder à Jean-René Fournier, aux côtés de Beat Rieder,. Elle obtient 39 660 voix au premier tour, se plaçant 2e ; au second tour, elle est en compétition avec le socialiste Mathias Reynard, qu'elle devance finalement de 1 370 suffrages. Elle devient ainsi la première femme à représenter le canton du Valais au Conseil des États. Elle est réélue au second tour aux côtés de Beat Rieder le 12 novembre 2023, arrivant en deuxième position et devançant nettement le libéral-radical Philippe Nantermod (54 273 voix contre 29 143).
Elle siège à la Commission des transports et des télécommunications (CTT) et à la Commission de la science, de l'éducation et de la culture (CSEC). Elle est également membre de la délégation suisse auprès de l’Assemblée parlementaire du Conseil de l'Europe.

## Positionnement politique
Elle s'est opposée au mariage pour tous.